# Kroatische Fußballnationalmannschaft (U-18-Junioren)
Die kroatische Fußballnationalmannschaft der U-18-Junioren ist die Auswahl kroatischer Fußballspieler der Altersklasse U-18. Sie repräsentiert die Hrvatski nogometni savez auf internationaler Ebene und nahm lange Zeit an entsprechenden internationalen Wettbewerben teil, etwa der U-18-Europameisterschaft. Nach einer Erhöhung der Altersgrenze seitens der UEFA auf 19 Jahre 2002 werden seither lediglich Freundschaftsspiele des jüngeren Jahrgangs als Vorbereitung für die U-19-Nationalmannschaft bestritten.

## Geschichte
Die jugoslawische U-18-Auswahlmannschaft als Vorläufer hatte ab 1951 am UEFA-Juniorenturnier bzw. dessen von der FIFA organisierten Vorgänger sowie seit Einführung 1981 an der U-18-Europameisterschaft teilgenommen. Nach Auflösung Jugoslawiens nahm die kroatische Auswahlmannschaft entsprechend am Spielbetrieb teil, erstmals qualifizierte sie sich bei der U-18-EM 1998 für eine Endrunde. Dort erreichte sie das Spiel um den dritten Platz, das sie gegen Portugal im Elfmeterschießen gewann. Bei der EM-Endrunde 2000 gelang vor Verschiebung der Altersgrenze ein zweites und letztes Mal die Endrundenteilnahme, ohne Punktgewinn erfolgte jedoch am Ende der Gruppenphase das vorzeitige Aus.